# Cádmio
O cádmio é um elemento químico de símbolo Cd de número atômico 48 (48 prótons e 48 elétrons) e de massa atómica igual a 112,4 u. À temperatura ambiente, o cádmio encontra-se no estado sólido.
Está situado no grupo 12 da classificação periódica dos elementos. É um metal branco azulado, relativamente pouco abundante. É um dos metais mais tóxicos, apesar de ser um elemento químico essencial, necessário em quantidades muito pequenas, entretanto, sua função biológica não é muito clara. Normalmente é encontrado em minas de zinco, sendo empregado principalmente na fabricação de pilhas. Foi descoberto em 1817 por Friedrich Stromeyer.

## Características principais

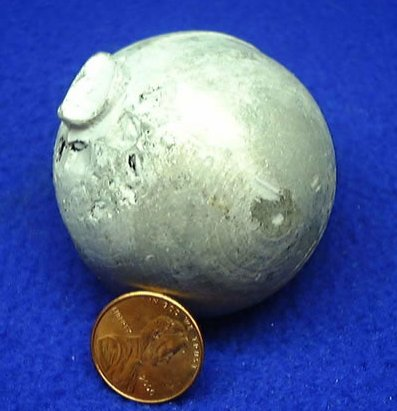
Uma esfera de cádmio ao lado de uma moeda.

O cádmio é um metal branco azulado, dúctil e maleável. Pode-se cortá-lo facilmente com uma faca. Em alguns aspectos é similar ao zinco.
A toxicidade que apresenta é similar a do mercúrio; possivelmente se liga a resíduos de cisteína. A metalotioneina, que apresenta resíduos de cisteína, se liga seletivamente com o cádmio.
Seu estado de oxidação mais comum é o +2. Pode apresentar o estado de oxidação +1, mas que é muito instável.

## Aplicações
- Aproximadamente 75% do cádmio produzido é empregado na fabricação de baterias, especialmente nas baterias de níquel-cádmio.
- 25% é empregado em galvanoplastia (como revestimento).
- Alguns sais são utilizados como pigmentos. Por exemplo, o sulfeto de cádmio é empregado como pigmento amarelo.
- É usado em algumas ligas metálicas de baixo ponto de fusão (ligas de Newton e Wood, principalmente).
- Muitos tipos de solda contém este metal.
- Em barras de controle em fissão nuclear.
- Alguns compostos fosforescentes de cádmio são empregados em televisores.
- É empregado em alguns semicondutores.
- Alguns compostos de cádmio são empregados como estabilizantes de plásticos como, por exemplo, no PVC.

## História
O cádmio (do latim, cadmia, e do grego kadmeia, que significa "calamina", o nome que recebia antigamente o carbonato de zinco) foi descoberto na Alemanha em 1817 por Friedrich Stromeyer, observando que algumas amostras de calamina com impurezas mudavam de cor quando aquecidas, o que não ocorria com a calamina pura. O novo elemento, cádmio, foi encontrado como impureza neste composto de zinco. Durante uns cem anos a Alemanha foi o principal produtor deste metal.
Em 1888, Van Gogh utilizou os compostos com o cádmio como o corante em parte da obra artística Doze girassóis numa jarra. Na Conferência Internacional de Pesos e Medidas ocorrida em 1927 se redefiniu o metro segundo uma linha espectral do cádmio. Entretanto, esta definição foi mudada posteriormente.

## Impactos ambientais
O cádmio apesar das inúmeras aplicações industriais e na vida do ser-humano, a sua elevada quantidade pode provocar diversos problemas ambientais, uma vez que é um elemento do grupo dos metais pesados tóxicos é organocumulativo. A sua contaminação pode ser dada pela poluição da água e do solo, e assim, nas minas ou nas indústrias de fundição.

## Abundância e obtenção
O cádmio é um elemento escasso na crosta terrestre. As reservas são difíceis de serem encontradas e existem em pequenas quantidades. Nos minerais normalmente é substituído pelo zinco devido à semelhança química. O cádmio é geralmente obtido como subproduto da obtenção do zinco. É separado do zinco pela precipitação com sulfatos ou mediante destilação. Geralmente o zinco e o cádmio estão nos minerais na forma de sulfetos que queimados originam uma mistura de óxidos e sulfatos, e o cádmio é separado aproveitando-se a maior facilidade que apresenta para sofrer redução.
O mineral mais importante de zinco é a esfalerita, (Zn, Fe)S, semelhante ao mineral de cádmio denominado greenockita ou grinoquita, CdS. O cádmio, além de ser obtido da mineração e metalurgia do sulfeto de zinco, também é obtido, em menor quantidade, das de chumbo e cobre. Existem outras fontes secundárias de obtenção do cádmio, uma delas é a partir de sucatas recicladas de ferro e aço, donde se obtém aproximadamente 10% do cádmio consumido.
O cádmio é um elemento encontrado de forma natural na crosta terrestre. É um metal macio com um brilho muito semelhante ao da prata, porém dificilmente encontrado na forma elementar. Em geral, este metal é encontrado ligado a outros elementos, tais como oxigênio, cloro ou enxofre, formando compostos. Todos estes compostos são sólidos estáveis que não se evaporam. Somente o óxido de cádmio é encontrado na atmosfera na forma de pequenas partículas.
Uma grande parte do cádmio utilizado com fins industriais é obtido como produto da fundição de rochas que contêm zinco, cobre ou chumbo. O cádmio apresenta várias aplicações industriais, porém é frequentemente usado para a produção de pigmentos, pilhas elétricas e plásticos.
Pequenas quantidades de cádmio são encontradas naturalmente no ar, na água, no solo e nos alimentos. Para a maioria das pessoas, a comida é a principal fonte de exposição ao cádmio porque muitos alimentos tendem a absorve-lo e retê-lo. As plantas absorvem este elemento principalmente do solo e da água.

## Farmacodinâmica
A toxicidade aguda pelo cádmio pode ser fatal, resultando numa hepatite fulminante, hemorragia, edema pulmonar e lesão testicular. Na intoxicação aguda com fumo (cigarro) ou pó, os pulmões são os órgãos principalmente afetados e reagem com irritação aguda, inflamação, edema e hemorragia.
Por outro lado, a intoxicação crónica pode alterar a função renal, interromper o controlo da pressão arterial, suprimir o sistema imunológico, perturbar processos metabólicos, induzir osteomalácia, doença pulmonar e cancro.
A exposição à inalação aguda pode resultar em sintomas semelhantes aos de uma gripe, entre eles, febre, calafrios, dores no corpo, dores musculares e nas articulações e danos pulmonares.
A lesão tubular renal é, provavelmente, o efeito adverso mais comum relacionado à exposição, tanto na população em geral como em indivíduos ocupacionalmente expostos. 
O cádmio entra no rim sob a forma de complexo com a metalotioneína, O glomérulo renal filtra este complexo que vai ser absorvido no túbulo contornado proximal. O complexo cdMt é armazenado e decomposto nos lisossomas. O Cd livre  acumula-se na mitocôndria, levando à disfunção mitocondrial, formação de radicais livres e indução de apoptose. A toxicidade ocorre com a falta de metalotioneína nas células tubulares para formar complexos com o cádmio e inativá-lo.
A citotoxicidade hepática do cádmio foi relatada, embora em concentrações mais elevadas (IC50 variando entre 1,1 e 1,6 mg/L em células hepatocarcinomas HepG2). A despolarização gradual da membrana mitocondrial, paralelamente à densidade celular reduzida e aos níveis de ATP, com aumento da atividade da caspase-3/7, é sugestiva da ocorrência de apoptose mitocondrial dependente, por aumento da libertação de mediadores pró-apoptóticos.
O esqueleto contém mais de 99% do cálcio total do organismo, sendo a mais importante fonte de cálcio, para manter a homeostasia quando o aporte diário é insuficiente. Esta homeostasia é a responsável pela regulação da reabsorção e da constante remodelação óssea que, por sua vez, é regulada, principalmente, pela vitamina D e pela hormona da paratiróide (PTH). Os efeitos tóxicos da exposição ao cádmio podem estar diretamente relacionados com a sua interferência a nível do metabolismo do cálcio ou de forma indirecta no funcionamento renal. Uma exposição contínua ao cádmio induz disfunção renal, tendo como consequência a diminuição da concentração de vitamina D produzida, ocorrendo alterações nos mecanismos de reabsorção renal de cálcio, verificando-se um desequilíbrio na homeostasia. Deste modo, como tentativa de manter o equilíbrio, ocorre uma contínua e exacerbada reabsorção óssea. Podem surgir sintomas como dores reumáticas fortes, perda substancial de osso e osteomalácia e/ou osteoporose .
Para além de provocar a eliminação excessiva  de cálcio, provoca também diminuição da capacidade de  concentração de urina e aumento de excreção urinária de glicose, aminoácidos e de enzimas.
A genotoxicidade ocorre, provavelmente, através de mecanismos indiretos, como a indução de stress oxidativo e pela interferência na resposta a alterações no DNA e sistemas de reparação. Por estes motivos, é considerado um co-mutagênico e um carcinógenico não genotóxico. Além disso, estudos sobre as alterações das vias de sinalização desencadeadas pelo cádmio, revelaram a capacidade de interferir nas cascatas dos mensageiros secundários, na transcrição de genes e na regulação do microRNA, de ativar as vias de sinalização proliferativas e de sobrevivência que promoverão a carcinogênese quando não controladas por mecanismos pró-apoptóticos.
Relativamente à intoxicação nas crianças, comparativamente a um adulto, que possui uma superfície corporal elevada proporcionalmente ao volume, assim como a superior ingestão de líquidos e alimentos relativamente ao peso corporal, constituem um grupo suscetível à intoxicação pelo cádmio, sobretudo em bebés e crianças de 1ª infância pelo leite e produtos lácteos.
Por outro lado, há evidências que destacam a correlação entre os metais pesados e a inflamação cerebral crónica e a neurodegeneração. A neurotoxicidade induzida pelo cádmio envolve a formação de espécies reativas de oxigénio (ROS) e radicais livres, alterações nos processos que dependem do cálcio/zinco,  desregulação dos sistemas de reparação celular, modificações epigenéticas e efeitos que mimetizam o estrogénio, alterando as cascatas de sinalização, diretamente ou indiretamente, afetando a transcrição génica.

## Toxicidade do cádmio
O cádmio é um metal pesado que produz efeitos tóxicos nos organismos vivos, mesmo em concentrações muito pequenas.
A exposição ao cádmio nos humanos ocorre geralmente através de duas fontes principais: a primeira é por via oral (por água e ingestão de alimentos contaminados), e a segunda por inalação. Os fumantes são os mais expostos ao cádmio porque os cigarros contêm este elemento.
Alguns órgãos vitais são alvos da toxicidade do cádmio. Em organismos intensamente expostos, o cádmio ocasiona graves enfermidades ao atuar sobre estes órgãos. Existem actualmente algumas descrições de possíveis mecanismos de toxicidade do cádmio, entretanto, o modo real pelo qual este elemento age como agente tóxico tem sido pouco estudado.
A aplicação de certos fertilizantes ou de excrementos de animais no solo destinado ao cultivo de alimentos pode aumentar o nível de cádmio que, por sua vez, causa um aumento no nível deste elemento nos produtos cultivados. O cádmio não é encontrado em quantidades preocupantes na água, entretanto pode ser contaminada quando flui através de encanamentos soldados com materiais que contêm este metal ou quando entra em contato com lixos químicos.
A fonte mais importante de descarga do cádmio para o meio ambiente é através da queima de combustíveis fósseis (como carvão e petróleo) e pela incineração de lixo doméstico. O cádmio também contamina o ar quando se fundem rochas para extrair zinco, cobre ou chumbo. Trabalhar ou viver à proximidade de uma destas fontes contaminantes pode resultar numa exposição significativa ao cádmio.
Fumar é outra importante fonte de exposição ao cádmio. Como as demais plantas, o tabaco contém cádmio que é inalado pelo fumante. Muitos fumadores contêm o dobro de cádmio em seus organismos comparado aos não fumadores.
O cádmio entra na corrente sanguínea por absorção no estômago ou nos intestinos logo após a ingestão do alimento ou da água, ou por absorção nos pulmões após a inalação. Muito pouco cádmio entra no corpo através da pele. Usualmente só é absorvido pelo sangue aproximadamente 1 a 5% do cádmio ingerido por via oral, entretanto é absorvido de 30 a 50% quando inalado.
Um fumante que consome um maço de cigarros por dia pode absorver, durante esse tempo, quase o dobro de cádmio absorvido por um não fumante.
De qualquer forma, uma vez que o cádmio é absorvido é fortemente retido, inclusive baixas doses deste metal podem constituir um nível significativo no organismo se a exposição se prolonga durante um longo período de tempo.
Um vez absorvido, o cádmio é transportado pela corrente sanguínea até o fígado, onde se une a uma proteína de baixo peso molecular. Pequenas quantidades desse complexo proteína-cádmio passam continuamente do fígado para a corrente sanguínea, para ser transportado até os rins e filtrado através dos glomérulos, para posteriormente ser reabsorvido e armazenado nas células tubulares dos rins. Este último órgão excreta de 1 a 2% do cádmio obtido diretamente das fontes ambientais. A concentração do metal nos rins é aproximadamente 10 mil vezes mais alta que a da corrente sanguínea. A excreção fecal do metal representa uma mínima quantidade do cádmio não absorvido no sistema gastrointestinal. Por outro lado, se estima que a vida biológica do cádmio nos humanos varia de 13 a 40 anos.
Não se sabe que o cádmio tenha algum efeito benéfico, porém pode causar alguns efeitos adversos para a saúde. Embora as exposições prolongadas sejam extremamente raras atualmente, a ingestão de altas doses é causa de severas irritações no estômago provocando vômitos e diarreias, e sua inalação causa graves irritações nos pulmões.
Causam maior preocupação os efeitos a baixas exposições durante muito tempo. Alguns efeitos de vários níveis e durações de exposição são os seguintes:
- Em pessoas que têm sido expostas a um excesso de cádmio através da dieta ou pelo ar se têm observado danos nos rins. Esta enfermidade renal normalmente não é mortal, porém pode ocasionar a formação de cálculos e seus efeitos no sistema ósseo se manifestam através de dor e debilidade.
- Em trabalhadores de fábricas, onde o nível de concentração de cádmio no ar é alta, têm sido observados severos danos aos pulmões, tais como enfisema pulmonar.
- Em animais expostos durante muito tempo ao cádmio por inalação, se tem observado o aparecimento de câncer de pulmão. Estudos em seres humanos também sugerem que uma inalação prolongada de cádmio pode resultar num aumento do risco de contrair câncer pulmonar, como no caso dos fumantes. Não há evidências de que a ingestão de cádmio por via oral possa causar câncer.
- Também tem sido observada uma alta pressão arterial em animais expostos ao cádmio, embora se desconheça a importância da exposição a este metal na hipertensão humana.
- Outros tecidos também são danificados por exposição ao cádmio em animais ou humanos, incluindo o fígado, os testículos, o sistema imunológico, o sistema nervoso e o sangue. Efeitos na reprodução e no desenvolvimento têm sido observados em animais expostos ao cádmio, porém não foram verificados ainda nos seres humanos.

É importante tomar medidas preventivas para regular as descargas de cádmio ao ambiente. Assim mesmo, devem-se proteger as pessoas que por outros motivos estejam expostas a este metal. Também deve-se considerar aumentar a informação acerca do cádmio para a população em geral.
Apesar de serem claras as evidências da toxicidade do cádmio, não foram realizados estudos formais acerca das consequências reais que tem a ação deste metal sobre os organismos vivos, especialmente no humano. É possível que alguns dos nossos males, tais como câncer, enfermidades renais, hepáticas, pulmonares e outras, estejam ligados com a exposição prolongada ao cádmio. A pesquisa ajudaria a aprofundar o conhecimento sobre os mecanismos básicos que determinam os danos causados por este metal, permitindo um maior conhecimento da sua toxicidade e o possível tratamento.

## Toxicocinética

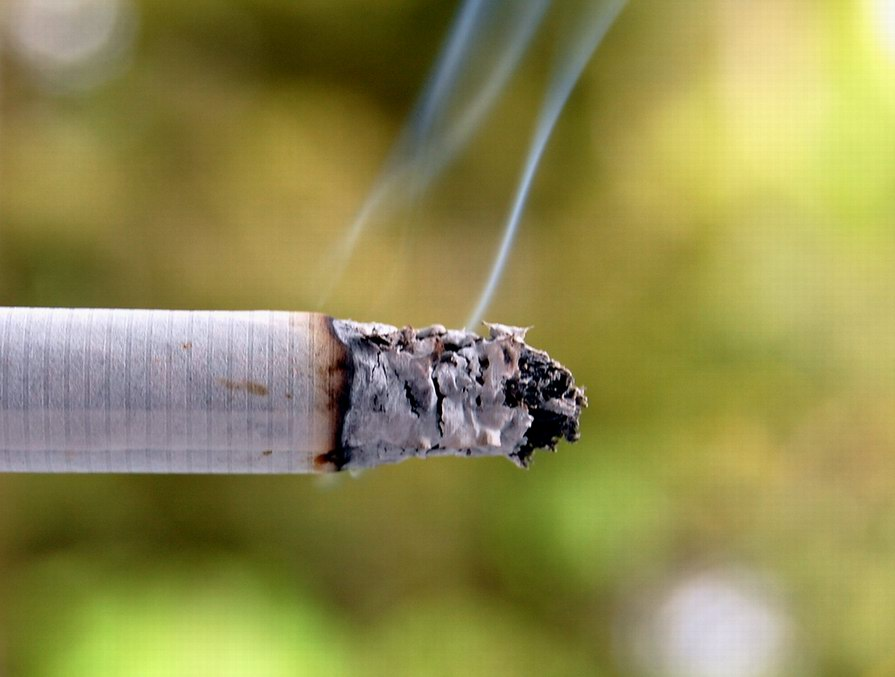
O cádmio (Cd) está presente no cigarro, o que o torna muito mais cancerígeno e mortal, devido aos seus efeitos aos seres humanos.

Ao nível da neurotoxicidade, o cádmio permeia a membrana celular, interagindo com os canais de cálcio dependentes de voltagem na superfície da membrana. Uma vez no interior das células, o cádmio induz stress oxidativo pela produção de ROS, desencadeando uma passagem em cascata molecular através da desregulação da mitocôndria. Ocorre indução da despolarização da membrana, causando libertação de citocromo c da mitocôndria, e por conseguinte, a apoptose.
Após absorção, o cádmio liga-se a proteínas de alto peso molecular, como a albumina e α-2-macroglobulina para ser distribuído no rim e no estômago, e ao transportador dos metais divalentes (DMT1) para ser transportado até ao intestino. 
No fígado, liga-se à glutationa (GSH) e a metalotioneína (MT). O complexo cádmio-MT é secretado pela bílis, reabsorvido para a circulação, através da circulação entero-hepática, filtrado pelo glomérulo e reabsorvido por endocitose pelos túbulos proximais, onde ocorre libertação lisossomal do cádmio livre, que estimula a produção renal de MT, inativando-o. 
Neste processo, há acumulação de cádmio no rim e por conseguinte, a sua excreção renal é baixa, cerca de  0,007 a 0,009%.  Assim, a excreção por esta via é insuficiente, o que justifica o elevado tempo de semi-vida do cádmio no organismo .
A toxicidade do cádmio está relacionada com a falta de MT nas células tubulares, não se formando o complexo com o cádmio o que levaria à sua inativação. 
As MT pertencem à família das proteínas de baixo peso molecular (6–7 kDa), intracelulares, ricas em cisteína essencial para a sua atividade, e com forte afinidade para o cádmio e outros metais pesados, inativando-os[9]. Têm ação eliminação de radicais livres gerados no stress oxidativo. Os genes da MT são facilmente induzidos por vários estímulos fisiológicos e toxicológicos. 
A degradação da proteína MT é também um aspecto importante na regulação. Existem diferenças nas semi-vidas da MT sintetizada como resultado de indução química do gene MT, isto é, a semi-vida de zinco-MT é aproximadamente de 18–20H, enquanto que a do cádmio-MT é de cerca de 3 dias, indicando que a degradação da MT depende do metal a que está ligado, principalmente, pelo conteúdo celular de zinco e ocorre em compartimentos lisossomais e não lisossomais. 
A MT tem um papel relevante na proteção contra a toxicidade de metais. Numerosos estudos sugerem que a MT desempenha um papel importante na disposição e desintoxicação do cádmio. Os fatores que influenciam a absorção, distribuição e eliminação do cádmio não são bem compreendidos, mas sabe-se que o cádmio é mal absorvido após a ingestão oral.
Tanto a MT celular constitutiva quanto a indução de MT por produtos químicos são importantes para a desintoxicação do cádmio. A hepatoproteção mediada por MT é devida ao sequestro de alta afinidade de cádmio por MT no citosol, reduzindo assim a quantidade disponível para lesar outros órgãos críticos.

## Recomendações preventivas
Há poucos estudos que comprovam a eficácia dos métodos utilizados na prevenção. Porém devem ser adotadas medidas que minimizem os riscos de uma intoxicação por cádmio.
Pessoas que moram em áreas de maior risco de contaminação, devem manter os locais sempre bem arejados, não utilizando carpetes e tirar o pó da casa com maior frequência, por conta da presença de moléculas de cádmio presentes na poeira.
As crianças poderão confundir as baterias com brinquedos e levá-las à boca, e caso, estas se encontrem danificadas, algum cádmio pode ser libertado e entrar em contacto com o trato gastrointestinal. É assim, importante manter longe do alcance das crianças.
Uma forma de prevenção a toxicidade do cádmio é parar de consumir ou diminuir na dieta produtos agrícolas onde são utilizados agrotóxicos. Também indica-se o consumo de micronutrientes como Ferro, Cálcio e Zinco, para proteção contra a absorção do cádmio.
O lixo eletrônico, como comandos, pilhas, rádios, telemóveis, entre outros, devem ser descartados de forma correta (recorrendo ao pilhão), seguindo as normas determinadas, para que não ocorra o extravasamento dos constituintes, contaminando a população. 
Todos os produtos que contêm cádmio, como fungicidas ou herbicidas, deverão ser utilizados sob condições de segurança, devido à possibilidade de intoxicação por inalação de partículas,  permanecer devidamente selados, identificados e longe do alcance das crianças.
Quem trabalha com cádmio deverá controlar a exposição pela utilização de equipamento de proteção pessoal, pela adopção de boas práticas de higiene e segurança no trabalho ou pela adopção de processos de trabalho que reduzam as emissões no local onde são desenvolvidos.